# Melchor Pérez de Holguín
Melchor Pérez Holguín (posiblemente Cochabamba, Real Audiencia de Charcas, 1665-Potosí, 1735) fue un pintor y arquitecto español, considerado uno de los mejores artistas de la historia de Bolivia y de la pintura barroca iberoamericana.Fue una parte importante de la creación y consolidación de la escuela potosina de arte.

## Biografía
Hijo de Diego Pérez Holguín y de Esperanza Flores, Melchor Pérez Holguín nació posiblemente en la ciudad de Cochabamba, hacia 1655, aunque pasó la mayor parte de su vida en Villa Imperial de Potosí (Charcas, actual Bolivia), donde desarrolló su arte y se casó el 25 de marzo de 1695 con la lugareña Micaela del Castillo. 
Se desconoce quién pudo ser su maestro. Su producción principal se centró en los encargos realizados para órdenes religiosas católicas, como la franciscana y la dominicana. Falleció hacia 1735.

## Sus obras
Entre sus pinturas destacan: El Juicio Final (1706), Triunfo de la Iglesia (1708, parroquia de San Lorenzo de Potosí), Entrada del virrey Morcillo en Potosí (1716) San Mateo (1724), perteneciente a la serie de los evangelistas de la Casa de la Moneda de Bolivia; Virgen de la Merced, La peregrina, San Francisco de Asís (1693) en el Museo de la Casa de Moneda de Potosí y San Pedro de Alcántara en éxtasis (1701) en el  Museo Nacional de Arte.

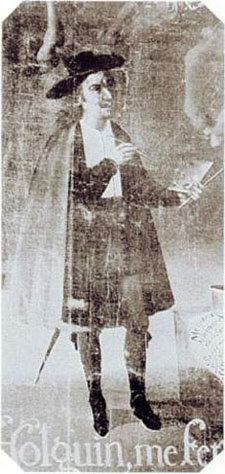
Autorretrato de Pérez Holguín, en el cuadro Entrada del virrey Morcillo (1718)

Su obra se inscribe en una Potosí crédula y milagrosa, donde el arte barroco se fundía con el carácter religioso español. 
Aunque toda la obra de Pérez Holguín se realizó en la Villa Imperial y en Chuquisaca, recibió gran influencia de los grabados flamencos y de Zurbarán. Sea como fuere, más tarde, sus obras fueron llevadas de Potosí y Chuquisaca a otras ciudades de Bolivia, y también al extranjero. 
El principal repositorio de obras de Pérez Holguín es actualmente la Casa Nacional de Moneda en Potosí, entre las que sobresalen los bustos de Mateo el Evangelista y de san Pedro de Alcántara, los retratos de los santos Bernardo de Claraval, Juan de Dios y Luis Gonzaga, un Pentecostés, la excelente Sagrada Familia con san Luis (Luis IX de Francia) y el Nacimiento (fechado en 1701), un San Francisco de Asís (firmado en 1694, que hace par con otro Pedro de Alcántara), y la Serie de los Cuatro Evangelistas de cuerpo entero, firmada en 1724.
Otras muchas obras suyas se encuentran en iglesias y museos de Potosí y Sucre, así como en el Museo Nacional de Arte ubicado en La Paz. 
Es difícil calcular el número de cuadros de Pérez Holguín que salieron de Bolivia, pues su exportación fue clandestina. Se conoce solamente lo que se exhibe en museos públicos, por ejemplo:
- San Francisco de Paula en el Museo de Arte Hispanoamericano Isaac Fernández Blanco de Buenos Aires
- Huida a Egipto, identificada por Cecilio Guzmán de Rojas en el Nacional de Bellas Artes de Santiago de Chile; esta institución posee, además, otro san Francisco de Paula (óleo sobre tela, 84 x 63cm)
- San Gerónimo,[3] Museo O'Higginiano y de Bellas Artes de Talca (Chile) [3]
- Entrada del arzobispo virrey Morcillo en Potosí en el  Museo de América de Madrid
- Saint Christopher, en el museo The MET, en Nueva York  (óleo sobre tela, 164,5 × 99,5 cm).[4]
- Virgen del Rosario, Museo de Arte de Dallas, (pan de oro en óleo sobre tela, 127 x 103,84 cm)[5]
- La Piedad,  Museo de Arte del Condado de Los Ángeles.[6][7]

Su obra suele clasificarse en tres periodos, uno dedicado principalmente a la idea del ascetismo místico de la orden de los franciscanos, una segunda etapa de grandes composiciones y una etapa final en la que sus obras adquieren gran luminosidad, en oposición a las desarrolladas durante su primera etapa.
Holguín falleció hacia 1735. Aunque no se sabe cuánto produjo Pérez Holguín, la gran cantidad de cuadros existentes en Bolivia después del saqueo secular que sufrieron Potosí y Sucre, nos da la pauta y permite concluir que fue bastante prolífico. Cobró fama desde la época virreinal, como lo demuestra el que su nombre sea el único que aparece en el inventario de la pinacoteca de los jesuitas de Potosí, levantado en 1769; que se conserven hasta el presente otros documentos de esa época que nos refieren de sus obras y que, finalmente, un informante de fines del virreinato, diga que fue un "pintor eminente", a quien llamaban Brocha de Oro. Un documento de 1678 refiere un contrato establecido por el cual un joven aprendiz de 19 años es puesto bajo el tutelaje de Pérez de Holguín durante un año, ésta fecha arroja luces sobre el periodo de desarrollo del arte de Melchor y su reconocimiento en el ámbito local.

La principal obra consagrada a su vida y obra fue publicada por José de Mesa y Teresa Gisbert en 1977.

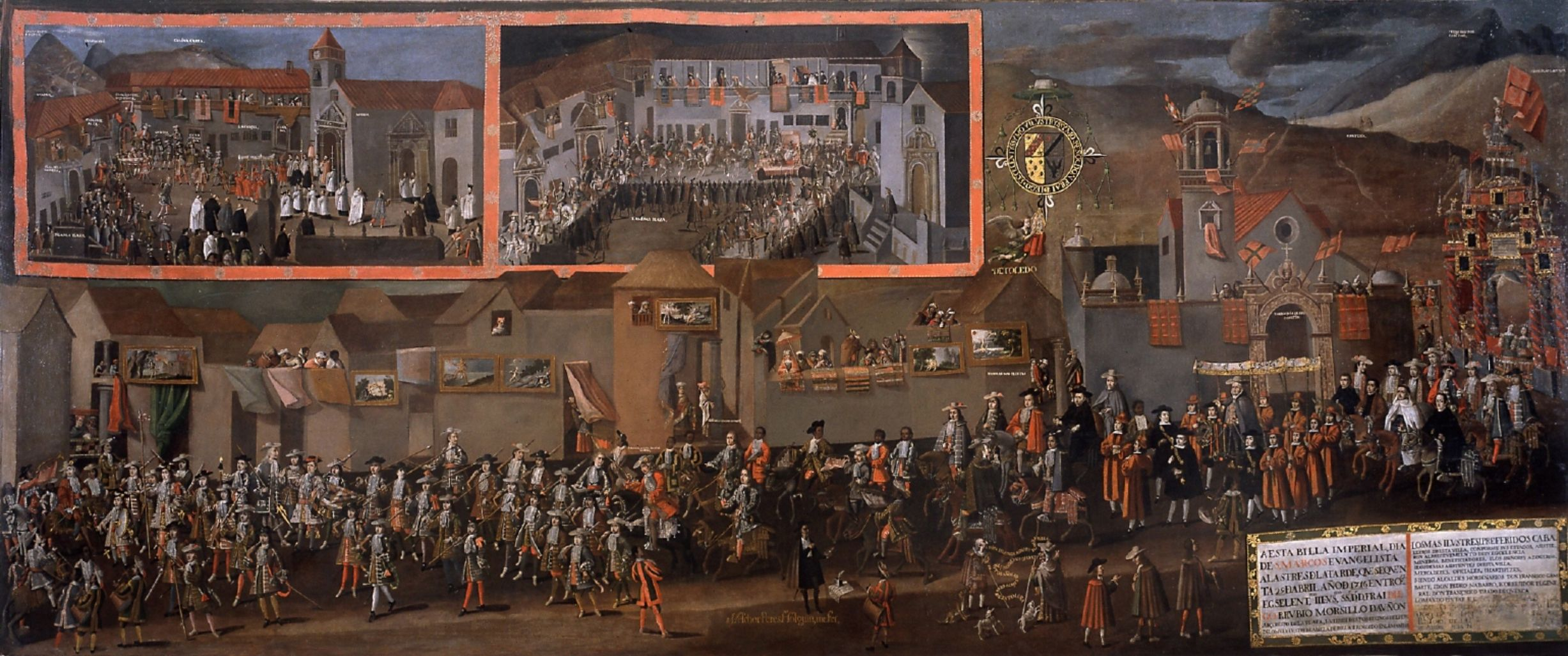
Entrada del Virrey arzobispo Morcillo en Potosí (1718). Museo de América, Madrid.

## Galería

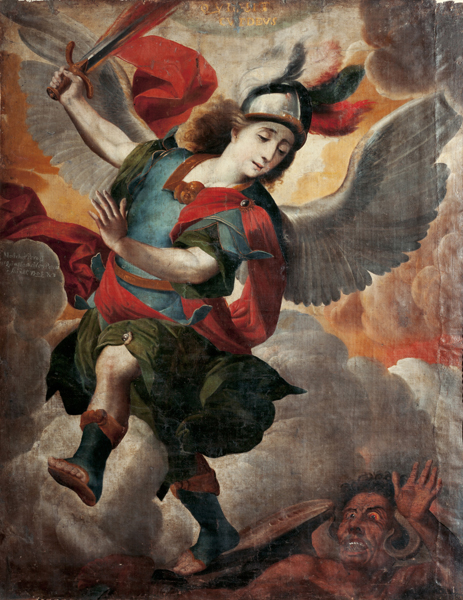
Ángel, Museo Nacional de arte, La Paz.
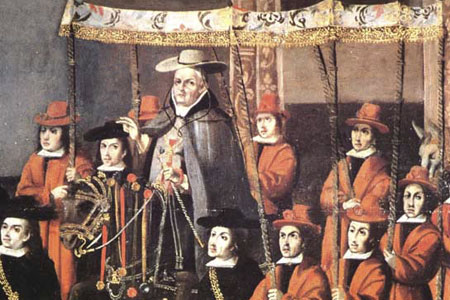
Detalle de la Entrada del Virrey arzobispo Morcillo en Potosí (1718).
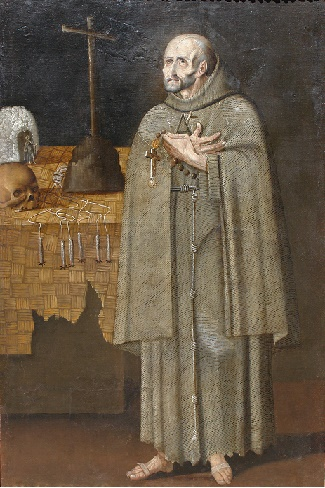
San Pedro de Alcántara. Casa Nacional de Moneda, Potosí.
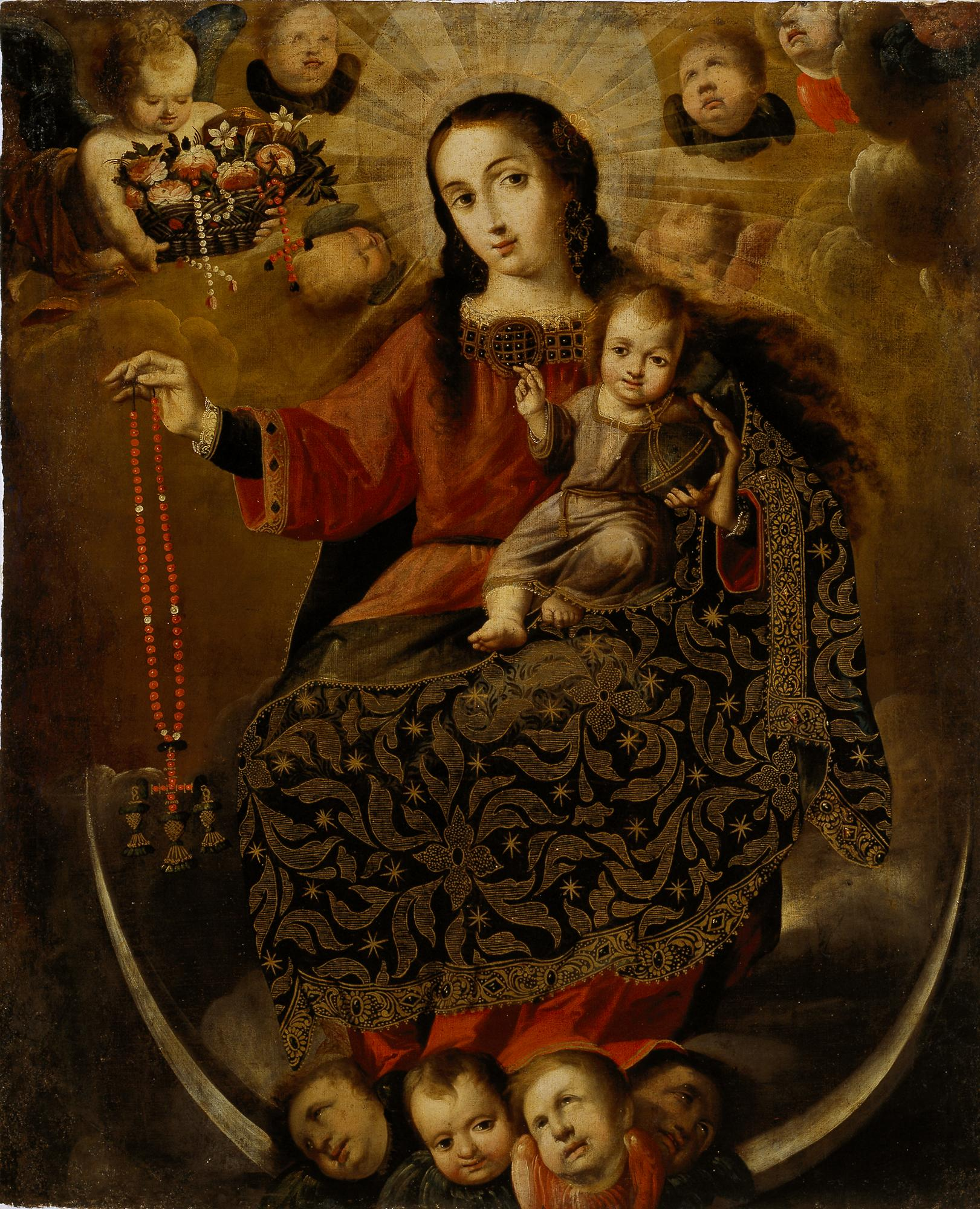
Virgen del Rosario, Museo de Arte de Dallas.
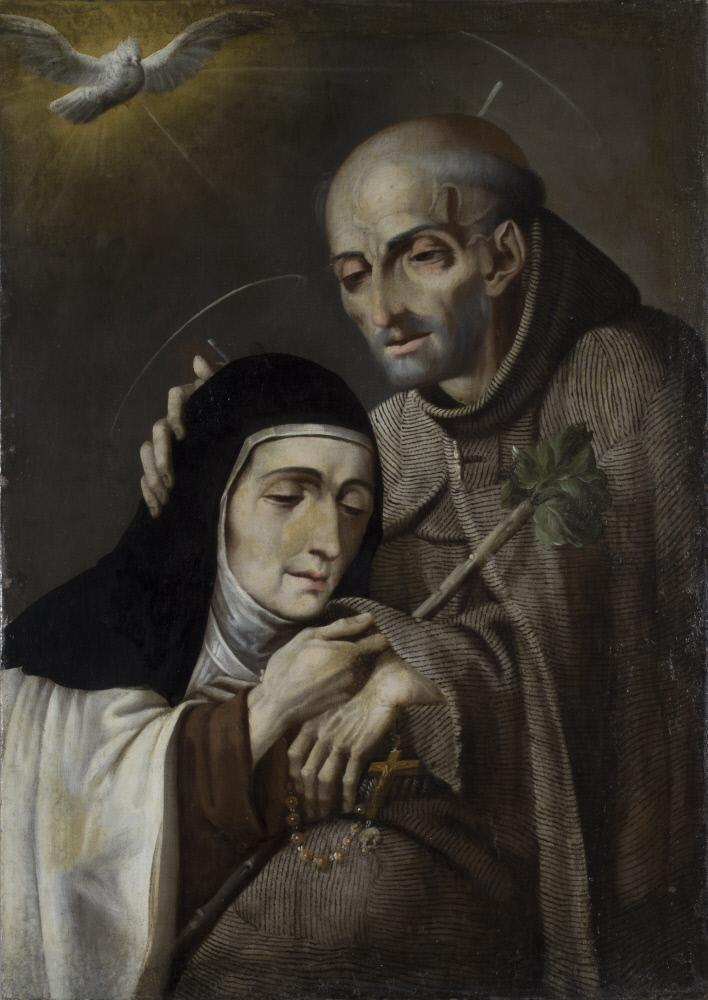
San Pedro y Santa Teresa, Sociedad Hispánica de América, Nueva York.
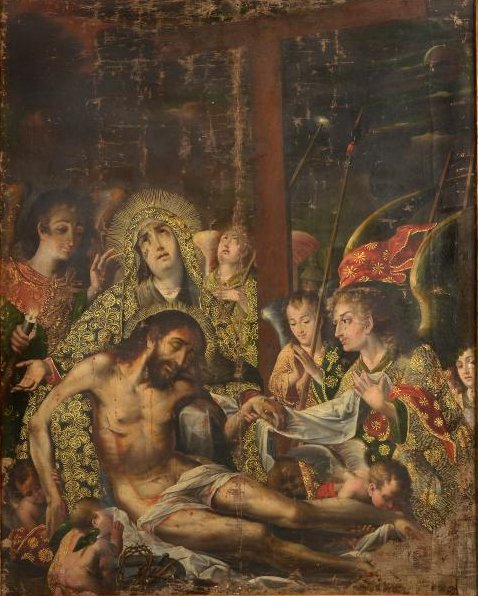
La Piedad, Museo de Los Ángeles.

## Homenajes
La Casa Nacional de Moneda, en Bolivia, posee una sala dedicada a su obra y una figura en tamaño real inspirada en su autorretrato.